# Ричмонд (Юта)
Ричмонд (англ. Richmond) — місто (англ. city) в США, в окрузі Кеш штату Юта. Населення — 2914 особи (2020).

## Географія
Ричмонд розташований за координатами 41°55′25″ пн. ш. 111°48′26″ зх. д. / 41.92361° пн. ш. 111.80722° зх. д. (41.923643, -111.807202).  За даними Бюро перепису населення США в 2010 році місто мало площу 8,94 км², з яких 8,93 км² — суходіл та 0,00 км² — водойми.

## Демографія
Згідно з переписом 2010 року, у місті мешкало 2470 осіб у 756 домогосподарствах у складі 624 родин. Густота населення становила 276 осіб/км².  Було 795 помешкань (89/км²).
Расовий склад населення:
| - 95,2 % — білих - 0,6 % — корінних американців - 0,4 % — чорних або афроамериканців - 0,1 % — азіатів - 2,5 % — осіб інших рас |

До двох чи більше рас належало 1,1 %. Частка іспаномовних становила 4,7 % від усіх жителів.
За віковим діапазоном населення розподілялося таким чином: 35,5 % — особи молодші 18 років, 55,4 % — особи у віці 18—64 років, 9,1 % — особи у віці 65 років та старші. Медіана віку мешканця становила 29,4 року. На 100 осіб жіночої статі у місті припадало 101,3 чоловіків;  на 100 жінок у віці від 18 років та старших — 95,8 чоловіків також старших 18 років.
Середній дохід на одне домашнє господарство  становив 63 974 долари США (медіана — 57 500), а середній дохід на одну сім'ю — 72 199 доларів (медіана — 64 605). Медіана доходів становила 49 732 долари для чоловіків та 31 417 доларів для жінок. За межею бідності перебувало 5,8 % осіб, у тому числі 6,9 % дітей у віці до 18 років та 5,6 % осіб у віці 65 років та старших.
Цивільне працевлаштоване населення становило 1155 осіб. Основні галузі зайнятості: освіта, охорона здоров'я та соціальна допомога — 20,0 %, виробництво — 19,3 %, науковці, спеціалісти, менеджери — 11,9 %, роздрібна торгівля — 10,3 %.